# Tałabczanin
Tałabczanin (ros. Бронепоезд „Талабчанин”) – lekki pociąg pancerny białych podczas wojny domowej w Rosji
Podczas wrześniowej ofensywy Armii Północno-Zachodniej gen. lejt. Nikołaja N. Judenicza w zdobytym Jamburgu przejęto dużo materiałów kolejowych, parowozy i wagony. Zbudowano z nich kilka pociągów pancernych. Jednym z nich był „Tałabczanin”, nazwany na cześć żołnierzy Pułku Tałabskiego. Pociąg pancerny miał działać na linii kolejowej prowadzącej w kierunku Gatczyny i Pskowa, wspierając natarcie Armii. Jego załogę stanowili oficerowie floty morskiej i marynarze. Na jej czele stanął por. Kamczatow. Pociąg uzbrojony był w działo polowe i karabiny maszynowe. Wszedł w skład dywizjonu morskich pociągów pancernych Armii Północno-Zachodniej, dowodzonego przez kpt. 1 rangi Kowalewskiego. W wyniku odwrotu Armii pociąg pancerny „Tałabczanin” wraz z pociągiem pancernym „Admirał Essen” wyjechał z Jamburga tuż przed zajęciem miasta przez wojska bolszewickie. Następnie odszedł na zachodni brzeg rzeki Ługi, wspierając odwrót oddziałów Armii i niszcząc most kolejowy. Przybył do Pskowa, uczestnicząc w obronie miasta. Jako ostatni wraz z „Admirałem Essenem” opuścił Psków. Podczas odwrotu do Gdowa obie załogi zrywały szyny i niszczyły urządzenia kolejowe. Pociąg pancerny „Tałabczanin” wziął udział w kolejnym październikowym natarciu na Piotrogród. Po ponownym zdobyciu Jamburga nie mógł przejechać na wschodni brzeg Ługi z powodu zerwanego mostu. Dlatego z jego załogi (podobnie jak z załogi „Admirała Essena”) został wydzielony wspólny batalion desantowy w liczbie 165 ludzi pod dowództwem kpt. Ożede-Rankura, a następnie por. Kamczatowa. Uczestniczył on w ciężkich walkach pod Gatczyną i Carskim Siołem, ponosząc bardzo duże straty. Resztki batalionu, w związku z odwrotem Armii, powróciły do pociągów pancernych, które wspierały swoje wojska wycofujące się w kierunku estońskiej Narwy. Szczególnie zasłużyły się podczas ciężkich walk nad rzeką Plessą. Następnie przejechały na terytorium Estonii, gdzie ich załogi zostały rozbrojone i internowane.